# فوزي الطائي
فوزي علاوي رستم الطائي (ولد: 1955، بابل - العراق - )؛ الشاعر والكاتب العراقي.

## التحصيل العلمي
- بكالوريوس علوم عسكرية من الكلية العسكرية العراقية الأولى
- بكالوريوس إدارة واقتصاد قسم الإدارة العامة من جامعة بغداد
- بكالوريوس اداب لغة عربية من جامعة بغداد
- ماجستير اداب لغة عربية من الجامعة الحرة في هولندا
- دكتوراة اداب لغة عربية من الجامعة الحرة في هولندا
- يدرس حاليا ماجستير إدارة واقتصاد قسم البرمجة اللغوية والتخطيط في جامعة المصطفي العالمية

## حياته
دخل الكلية العسكرية عام 1974 م وتخرج فيها عام 1977م برتبة ملازم وتدرج في الرتب والمناصب العسكرية حتى وصل إلى رتبة عميد .شارك في كثير من الدورات الثقافية والفنية داخل وخارج العراق .شارك في كثير من المهرجانات الادبية : منها : مهرجان المربد .نشر قصائده ومقالاته في اغلب الصحف والمجلات العراقية وبعض المجلات العربية ابتداءً من العام 1979م .عمل في إذاعة بابل العائدة ل شبكة الاعلام العراقي .مستمر في كتابة عموده الصحفي الكلمة الطيبة صدقة منذ ثلاث سنوات ولحد الآن في صحيفة الديوان ثم في صحيفة الغد .

## المؤلفات
هذه قائمة بمؤلفاته:
- خطوة أخرى: مجموعة شعرية عام 1988 م
- ما تبقى لن يجيء: مجموعة شعرية عام 1999
- عشرة شعراء مقاتلون: مترجم إلى اللغة الإنكليزية عن دار المأمون في وزارة الثقافة العراقية عام 1989م
- سورالقرآن الكريم أسباب التسمية: بالاشتراك مع د. عدنان الدليمي عام 2005 م
- أثر القران الكريم في الشعر العراقي (1901-1950م:[2] عام 2012
- ما بكى يوسف … لكن الذئب بكى[1]) مجموعة شعرية عام 2012
- لا نبكي غدا[3] رواية عام 2012[4]
- قراءات في الادب والحياة: عام 2013م
- عفواً أيتها الشمس[5] (رواية) 2018م عن دار الصواف للطباعة والنشر في العراق
- ما قد سبق[6] ( مجموعة شعرية ) 2018 م عن دار الفرات للثقافة في العراق
- نُظُم التخطيط الإداري للنبي يُوسُف في ضوء سورة يُوسُف: (دراسات) عن دار الفرات للثقافة في العراق

## العضوية
- عضو الاتحاد العام للادباء والكتاب العراقيين
- عضو نقابة الصحفيين العراقيين
- عضو جمعية الرواد الثقافية المستقلة العراقية